# Ylwa Gustafsson
Ylwa Birgitta Gustafsson, namnet stundom uppgivet som Ylwa Gustafsson Eriksson eller Ylwa Eriksson efter giftermål, född den 22 maj 1937 i Linköping (familjen bosatt i Tidersrums församling), död den 20 maj 2010 i Norra Fjällnäs i Tärna församling, Lappland (Västerbottens län), var en svensk kyrkoherde. Hon var den första prästvigda kvinnan i Luleå stift.

## Biografi
Ylwa Gustafssons hemort var Rimforsa i Östergötland. Hon var från 1959 förlovad med Per‑Erik Högnäs från Nedervetil, Finland, som omkom i Finlands värsta flygolycka i Kvevlax 1961. Hon erhöll 1962 tentamensbevis om grundläggande studiekurs i kristendomskunskap, avlade filosofie kandidatexamen 1962, avlade teologie kandidatexamen 1964 och praktiskt teologiskt prov 1964, allt vid Lunds universitet. Hon prästvigdes 31 januari 1965 för Luleå stift av biskop Ivar Hylander, som assisterades av dåvarande domprosten Stig Hellsten, kontraktsprost Olof Wærnér, kontraktsprost Bengt Nordlund, kyrkoherde  Emanuel (”Manne”) Oddmar och studiekamraten från Lund Hans Farelius. Hon blev efter prästvigningen pastorsadjunkt åt Manne Oddmar i Tärna församling. Från 1966 blev hon först kyrkoadjunkt i Umeå landsförsamling, sedan i Sorsele och i Jukkasjärvi, och sedan komminister i Õverluleå pastorat. År 1972 blev hon kyrkoherde i Tärna församling som Sveriges tredje kvinnliga kyrkoherde. År 1991 lämnade hon tjänsten för att forska i Lund. Hon var gift med Georg Eriksson från fjällägenheten Bjellojaure; de bodde i Norra Fjällnäs och hade en dotter.

## Första kvinnliga prästen i Luleå stift

### Strid om kvinnliga präster 1964
Ylwa Gustafsson var tänkt att prästvigas 20 december 1964 tillsammans med Olavi Korhonen, Hans Farelius och tre andra män. Den 15 december uppvaktade en proteströrelse biskop Ivar Hylander och fordrade att vigningen inte skulle äga rum; vigning av en kvinnlig präst gåve, enligt de protesterande, upphov till splittring i stiftet och till prästbrist, eftersom rekrytering av präster skulle försvåras, och befintliga präster skulle flytta till andra stift. Bland de protesterande fanns kyrkoherde Arthur Degerman, västlaestadianske ledaren Gunnar Jönsson och östlaestadianske ledaren Karl Persson. Några av de fem männen som skulle prästvigas hade betänkligheter mot att vigas tillsammans med en kvinna. På grund av motståndet uppsköts Ylwa Gustafssons vigning på obestämd tid. Den 20 december lämnade ett 50‑tal personer högmässan i protest mot att Ylwa Gustafsson inte vigdes då tillsammans med de fem männen.

### Prästvigning 1965 och fortsatt strid
Ylwa Gustafsson prästvigdes slutligen 31 januari 1965 i en överfull Luleå domkyrka; många i menigheten stod upp, och mittgången måste rensas för att prästprocessionen skulle komma fram. När Ylwa Gustafsson blev prästvigd menade västlaestadianernas ledare Gunnar Jönsson att kvinnliga präster strede mot den bibeltrogna grunden och vore ett led i kyrkans avfall från Kristi, apostlarnas och Luthers lära. Teologiske forskaren doktor Olaus Brännström, kyrkoherde i Burträsk, menade att Gunnar Jönssons åsikt inte var helt genomtänkt med hänsyn till den laestadianska traditionen; enligt brännström skulle kvinnor och män ha ansetts likvärdiga som förkunnare inom laestadianismen. Kyrkoherde Staffan Landgren i Råneå menade att laestadianerna och Bibeltrogna vänner i stiftet starkt skulle motsätta sig kvinnliga präster, men att det skulle vara fel av honom och andra oppositionella att lämna kyrkan. Domprost Stig Hellsten framhöll att, emedan kyrkomötet och riksdagen antagit lagen som ger kvinnor tillträde till prästämbetet kunde det för stiftsledningen inte vara någon diskussion. På grund av oenigheten i stiftet gick domkapitlet motståndarna till mötes så till vida att Ylwa Gustafsson placerades som ämbetsbiträde åt Manne Oddmar i Tärna församling i Sorsele kontrakt, ett kontrakt varest de manliga prästerna (Olle Wærnér med flera) välkomnade en kvinnlig präst. Vid tiden för prästvigningen upprepade motståndarna att prästkandidater med ursprung i Luleå stift, och präster vigda för stiftet, kunde söka sig till andra stift, som Göteborgs stift. Enligt komminister Gunnar Byström instämde inte så få präster i stiftet i kritiken, liksom Bibeltrogna Vänner, laestadianer och ena hälften av den i frågan splittrade Evangeliska Fosterlandsstiftelsen.

### Förnyad strid 1968
År 1967 medverkade Ylwa Gustafsson i boken Kvinnlig präst idag, i vilken tio kvinnliga präster skildrade sina erfarenheter. I en intervjuartikel i Svenska Dagbladet samma år med kvinnliga präster menade hon att stödet och intresset för henne i stiftet vore överväldigande stort. Motsättningarna kom dock åter i dagen sommaren 1968 eftersom Ylwa Gustafsson som stiftets enda kvinnliga präst ledde andakt vid Luleå stifts ungdomsförbunds möte (ungdomsting eller ”storhelg”) 30 juli till 4 augusti 1968. Präster i stiftet, kyrkoherde Martin Ågren i Malmberget, kyrkoherde Lars Engquist och komminister Gunnar Byström, båda i Råneå, försökte hindra hennes medverkan; de skrev brev dels till ungdomsförbundet, dels till biskop Stig Hellsten. Till biskopen skrev Lars Engquist och Gunnar Byström att därest Ylwa Gustafssons andakt med stiftets ungdom komme att genomföras, såge de icke längre Hellsten som biskop i Nya testamentets och bekännelseskrifternas mening. Efter att andakten genomförts som planerat, publicerades kritiken mot Hellsten i Gustaf Adolf Danells tidskrift Nya Väktaren, varvid motsättningarna blev offentligt kända.

## Tryckta skrifter
- Årsskrift för Tärna församling 1979–1982 (redaktör med Vera Kristoffersson) Libris 2359997